# Вогулка (приток Яйвы)
Вогулка — река в России, протекает в Усольском районе Пермского края. Устье реки находится в 39 км по левому берегу реки Яйва. Длина реки составляет 13 км.
Исток реки в лесах в 13 км к юго-западу от посёлка Вогулка. Река течёт на север, затем поворачивает на северо-восток. Верхнее и среднее течение проходят по ненаселённому лесу, впадает в Яйву в посёлке Вогулка. Притоки — Большой Падун, Большой Рудник, Малый Рудник (левые); Падун, Косуха (правые).

## Данные водного реестра
По данным государственного водного реестра России относится к Камскому бассейновому округу, водохозяйственный участок реки — Кама от города Березники до Камского гидроузла, без реки Косьва (от истока до Широковского гидроузла), Чусовая и Сылва, речной подбассейн реки — бассейны притоков Камы до впадения Белой. Речной бассейн реки — Кама.
Код объекта в государственном водном реестре — 10010100912111100007482.